# Teresa Gullace
Teresa Gullace, de nom de naixement Teresa Talotta, (Cittanova, 8 de setembre de 1907 – Roma, 3 de març de 1944) va ser una dona italiana assassinada per un soldat alemany durant l'ocupació nazi de Roma mentre intentava parlar amb el seu marit presoner.
La seva mort va tenir un ressò notable a la ciutat, i la seva figura esdevingué aviat un símbol de la resistència romana; la seva història també la va reprendre i fer famosa el director Roberto Rossellini, que es va inspirar en Gullace per al personatge de Sora Pina, interpretat per Anna Magnani a la pel·lícula Roma, ciutat oberta.

## Context històric
Durant tota l'ocupació de Roma, els alemanys, en col·laboració dels seus aliats feixistes, van efectuar nombroses detencions d'homes civils per destinar-los al «servei de treball obligatori», és a dir, a treballs forçats, sovint per construir fortificacions al sud de la capital, o per a treballs de desallotjament de la ciutat, o també per enviar-los a camps de concentració d'Alemanya, a més d'intentar identificar entre aquests partisans, soldats desertors del Regi Exèrcit i espies enemics.

## Trajectòria
Nascuda a la ciutat de Cittanova, situada a la regió de Calàbria, després del matrimoni amb Girolamo Gullace es va traslladar amb el seu marit a Roma, on ell hauria treballat com a manobre d'una obra de la construcció.
La família Gullace vivia a Vicolo del Vicario, en el que era a l'època un dels barris més pobres de Roma, al voltant de l'estació de San Pietro; a les barraques del barri s'hi trobava una població d'immigrants del sud, els homes dels quals treballaven generalment en la construcció. El 1944, a l'edat de 37 anys, Teresa tenia cinc fills i esperava un sisè i feia de mestressa de casa. El 26 de febrer d'aquell any, durant un control als voltants de Porta Cavalleggeri, dos carabiners van detenir el seu marit i el van portar al centre de comandament, per després lliurar-lo als nazis, que el van tancar prop del quarter del 81è regiment d'infanteria, a l'avinguda de Juli Cèsar, al barri de Prati. Durant diversos dies, tots els matins, Teresa se situava davant del quarter (com feien moltes altres dones amb les parelles preses) en la temptativa de veure el marit, de parlar-li i de portar-li algun gènere de confort.
El matí del 3 de març, davant del quarter, es va formar un gran gentada, ja que en els dies precedents s'havien fet controls i detencions i, per tant, s'hi havien tancat centenars d'homes. De fet, es tractava d'una protesta, organitzada pels Grups d'Acció Patriòtica (GAP) i preparada des de feia temps, que va ser anticipada pel temor que els nazis, després de les detencions massives efectuades amb prou feines, acceleressin la deportació dels presoners cap als camps de concentració nazi; entre les militants dels GAP presents aquell dia hi havia Carla Capponi, Marisa Musu, Lucia Ottobrini, Maria Michetti, entre d'altres, totes coordinades per Laura Lombardo Radice. Més enllà, hi havia altres militants dels GAP com ara Mario Fiorentini i Franco Calamandrei. A la comissaria del quarter hi havia una unitat de soldats alemanys, disposats en fila, i entre ells, un pocs militants ultres italians.
Quan va arribar Teresa Gullace (embarassada de set mesos, tenint per mà el fill Umberto, en aquella època de 13 anys), les dones, més de dos mil, estaven alineades en diverses files, amb una de primera armada, en les quals s'hi trobaven les militants dels GAP Marcella Lapiccirella, Adele Maria Jemolo i Carla Capponi, al crit d'«Allibereu-los!». Gullace, després d'algun moment de rebombori, va avançar fins a posar-se al costat Lombardo Radice, Musu i Lapiccirella. Durant aquelles protestes va aconseguir veure el seu marit darrere de la reixa d'una finestra; també el marit la va veure i va començar a cridar el seu nom, que de seguida va començar a ser corejat per altres presoners. En un espai que s'havia format entre els soldats i les manifestants, Teresa va avançar fins a sota la finestra i (mentre el seu fill Umberto, exhortat pel pare, s'allunyava) va tractar de llançar un envoltori al seu marit, potser amb un mica de pa a dins. Però el farcell va rebotar contra el mur i va caure a terra. Els soldats van aconseguir rebutjar la multitud, colpejant-la amb la culata dels fusells; en l'espai novament obert entre ells i les manifestants va aparèixer una motocicleta amb dos militars a bord. Teresa va recollir el farcell de terra i es va dirigir amb decisió cap a la finestra darrere de la qual estava el seu marit. Davant d'ella va aparèixer un soldat alemany, contra el qual va començar a protestar i a sacsejar. En resposta, aquest la va disparar, matant-la a l'instant.
L'assassí va tornar a la caserna protegit per un grup de nazis alemanys i feixistes italians que rebutjaven la multitud de dones amb la culata dels fusells i disparaven també alguns cops a l'aire. Capponi va treure una pistola apuntant-la contra l'assassí però les altres manifestants la van envoltar i li van impedir que disparés. Ràpidament, Musu va tenir la destresa de sostreure-li l'arma i ficar-se-la a la butxaca al costat d'un carnet d'una associació feixista. Capponi va ser detinguda però, gràcies a l'estratègia de la Musu, va ser alliberada a la tarda del mateix dia. Durant els avalots del matí, un dels homes detinguts havia tractat de fugir saltant d'una finestra al primer pis, però va morir després de ser disparat per una ràfega d'ametralladora.
Lombardo Radice va arribar fins al seu company Pietro Ingrao i el va informar de tot el que havia succeït; els dos van escriure de seguida un informe per enviar-lo clandestinament als Aliats. Després, Ingrao va redactar un volantí que va ser difós el mateix dia als barris populars i a la perifèria de la capital.
A la tarda del mateix dia, després de l'alliberament de Capponi, els militants dels GAP van atacar el presidi del quarter; es va determinar un xoc a foc en el qual, segons la testimoni de Franco Calamandrei, van quedar a terra dos militars feixistes.
En qualsevol cas, l'extensió de la protesta va empènyer les autoritats nazis a alliberar Girolamo Gullace, mentre les militants Laura Lombardo Radice, Adele Maria Jemolo i Marcella Lapiccirella van improvisar una capella ardent al carrer, pregant i cobrint el cos de la Teresa amb rams de flors que es van fer cada cop més nombrosos. En els dies i les setmanes següents, la tràgica història va esdevenir una de les icones de la resistència, i nombrosos grups de partisans de la ciutat, dels Grups d'Acció Patriòtica al mateix Comitè d'Alliberament Nacional, van convertir-la en un dels símbols de la seva lluita.
La memòria del seu acte va quedar particularment recordat a la seva ciutat natal, on se li ha dedicat un carrer i un monument, com a Roma, on es va col·locar una làpida en el lloc de l'assassinat, així com dedicat en nom seu un liceu estatal del barri de Don Bosco, un centre de formació professional al barri d'Alessandrino i un carrer al de Palmarola.

Segons el periodista cubà Antonio Orlando:
| « | El sacrifici de Teresa, contra la intenció dels seus propis botxins, esdevé un fet emblemàtic que colpeja i sacseja la consciència popular de tota la ciutat. Les dones romanes fan espontàniament de Teresa un símbol de la lluita de resistència i se senten en deute amb aquesta dona humil, aparentment tan fràgil i, tanmateix, tan forta i tan decidida a desafiar, per amor i en nom dels sentiments, els humans més profunds, fins i tot la ira del bèsties ferotges. La Teresa no era una víctima inconscient, sabia que aquell dia es va posar en perill la seva vida, davant d'aquella caserna perquè aquella protesta -la protesta de totes aquelles dones- ja no era la protesta «habitual», s'havia convertit en la reacció col·lectiva d'una ciutat presonera. La Teresa opta per quedar-se i córrer riscos i amb el seu gest traça el camí de l'orgull i la no resignació. | » |

## A la cultura popular
La mort de Teresa Gullace va inspirar el personatge de Sora Pina, interpretat per l'actriu italiana Anna Magnani, a l'aclamada pel·lícula Roma, ciutat oberta de Roberto Rossellini. La pel·lícula va obtenir un Grand Prix a la primera edició del Festival de cinema de Canes i dos Nastros d'argent de què un per la millor direcció i un altre, dirigit a la Magnani, a la millor actriu no protagonista. A més, la pel·lícula va obtenir una candidatura als premis Oscar com a millor guió original.
El 1988, Correus d'Itàlia, en l'àmbit d'una sèrie de segells dedicats al cinema italià neorealista, va dedicar el segell de 2400 lires a la pel·lícula de Rossellini, retratant la cèlebre escena de la matança de Pina. A més el 1995 va ser emès un altre segell en la seva memòria, del valor de 750 lires, en la tercera sèrie dedicada als esdeveniments de la Segona Guerra Mundial.

## Honors i condecoracions
Medalla d'or al Mèrit civil (1977)
«Mare de cinc fills i a les portes d'una nova maternitat, no va dubtar a córrer cap al seu marit empresonat pels nazis, amb la noble intenció de portar-li consol i esperança. Mentre va demanar amb valenta fermesa l'alliberament del seu cònjuge, va ser assassinada bàrbarament per un soldat alemany. Roma, 3 de març de 1944».

## Homenatges
- A Roma hi ha centre educatiu amb el nom de Liceu científic Teresa Gullace.[22]
- A Cittanova hi ha el Col·legi matern Teresa Gullace i una carretera amb el seu nom.[23]
- El 1995, Correu d'Itàlia va triar la seva imatge per representar el segell commemoratiu «Les dones a la Segona Guerra Mundial».[23]